# Ben Woollaston
Ben Woollaston (Leicester, 14 mei 1987) is een Engels professioneel snookerspeler. In 2011 won hij een Players Tour Championship. Een finale bereikte Woollaston op het Welsh Open 2015 en een kwartfinale op de China Open van 2019. 
In 2013 plaatste hij zich voor het wereldkampioenschap. In de eerste ronde verloor hij van Ali Carter. 
Ook in 2025 nam hij deel aan het wereldkampioenschap. In de eerste ronde schakelde hij met 10-8 voormalig wereldkampioen Mark Selby uit. Een ronde later delfde hij het onderspit tegen de Chinees Si Jiahui, van wie hij verloor met 10-13.

## Belangrijkste resultaten

### Minor-rankingtitels
| #  | Seizoen   | Toernooi                         | Verliezend finalist | Verliezend finalist | Score |
| -- | --------- | -------------------------------- | ------------------- | ------------------- | ----- |
| 1. | 2011/2012 | Players Tour Championship - PTC3 | Graeme Dott         | SCO                 | 4-2   |

### Wereldkampioenschap
Hoofdtoernooi (laatste 32 of beter):
| #  | Seizoen   | Editie  | Prestatie  | Extra                             |
| -- | --------- | ------- | ---------- | --------------------------------- |
| 1. | 2012/2013 | WK 2013 | Laatste 32 | Verloor met 10 - 4 van Ali Carter |
| 2. | 2024/2025 | WK 2025 | Laatste 16 | Verloor met 13-10 van Si Jiahui   |